# 파이즈 아흐마드 파이즈
파이즈 아흐마드 파이즈(우르두어: فیض احمد فیض, 영어: Faiz Ahmad Faiz, 1911년 2월 13일 ~ 1984년 11월 20일)는 파키스탄의 시인이자 펀자브어 및 우르두어 문학 작가였다. 그는 당대 가장 찬사받고 널리 읽혔으며 영향력 있는 우르두어 작가 중 한 명으로 평가받는다. 그의 작품과 사상은 오늘날에도 파키스탄 안팎에서 지속적인 영향을 끼치고 있다. 문학 활동 외에도 그는 "다방면의 경험을 지닌 인물"로 묘사되며, 교사, 군인, 언론인, 노동조합 활동가, 방송인 등 다양한 분야에서 활동하였다.
펀자브주에서 태어난 파이즈는 라호르의 거버넌트 칼리지와 오리엔탈 칼리지에서 수학한 뒤, 영국령 인도 육군에 복무하였다. 인도 분할 이후에는 영어 일간지 《파키스탄 타임스》와 우르두어 일간지 《임로즈》의 편집국장을 역임하였다. 그는 공산당의 주요 인사로도 활동했으며, 1951년 리아콰트 알리 칸 정권을 전복하고 친소련 성향의 좌파 정권을 수립하려 한 음모에 연루되었다는 혐의로 체포되어 투옥되었다.
파이즈는 4년간의 수감 생활 후 석방되었으며, 이후 모스크바와 런던 등지에서 머물면서 진보적 작가 연맹의 주요 인물로 활동하였다. 군사 독재자 아유브 칸 정권의 몰락과 방글라데시 독립 이후에는 줄피카르 알리 부토의 보좌관으로 일했으나, 부토가 또 다른 군사 독재자 무함마드 지아울하크에 의해 처형된 뒤에는 자발적으로 베이루트로 망명하였다.
파이즈는 잘 알려진 마르크스주의자로, "마르크스주의에 충실했던 진보주의자"로 평가받는다. 비평가들에 따르면 그는 무함마드 이크발이 제시한 사상적 기반 위에서 마르크스주의의 원칙들을 계승하여, 변화에 개방적이고 평등주의에 공감하며 빈곤 문제에 관심이 많았던 젊은 무슬림 세대에게 이를 전달했다. 문학 비평가 파테 무함마드 말리크는 파이즈가 초기에는 세속적 마르크스주의자에 가까웠지만, 시간이 흐를수록 그의 시에 종교적 색채가 점차 강해진 것을 근거로, 결국에는 이슬람 사회주의로 기울었다고 주장한다. 그는 나아가 파이즈가 1979년 이란 혁명을 지지한 점을 들어, 궁극적으로는 이슬람 혁명을 지향했을 가능성도 제기하였다.

## 주제
파이즈의 초기 시는 전통적인 낭만적 사랑, 아름다움, 이별 등의 주제를 중심으로 했지만, 점차 정의, 저항, 정치, 인류의 상호 연결성과 같은 주제로 확장되었다. 이 때문에 많은 작품에서 낭만적 사랑과 상실이 중요한 소재로 등장함에도 불구하고, 대부분의 문학 비평가들은 그를 순수한 의미의 낭만주의 시인으로 보지 않으며, 그의 방대한 작품 세계에서 정의와 혁명의 주제가 우선된다고 평가한다. 한편, 일부 평론가들은 그의 시를 사랑과 혁명의 비전통적인 결합으로 보며, "연인을 사랑하면서도 인류를 위해 살아가는" 새로운 세대 독자에게 깊은 울림을 주는 시로 간주한다.
파이즈의 시에는 진보주의적이고 혁명적인 사상이 가득하며, 그는 종종 "예술적 반역자"로 불린다. 그는 억압받고 소외된 계층의 시인으로 널리 인식되며, 그들의 빈곤, 사회적 차별, 경제적 착취, 정치적 억압을 조명한 작품들로 유명하다. 그의 시는 전반적으로 좌파적이고 반자본주의적인 성향을 띠며, 대부분의 작품은 동시대 현실을 반영하고 있으며, 특히 평범한 사람들의 고통에 초점을 맞추고 있다. 또한 파이즈의 많은 시는 고향, 망명, 상실 등의 주제를 중심으로 전개되며, UCLA 연구자 아미르 R. 무프티는 파이즈 시에서 중심적인 주제 중 하나가 인도 분할의 의미, 그로 인한 결과, 그리고 유산이라고 평가한 바 있다.